# شيفرون (الحد من الضوضاء)

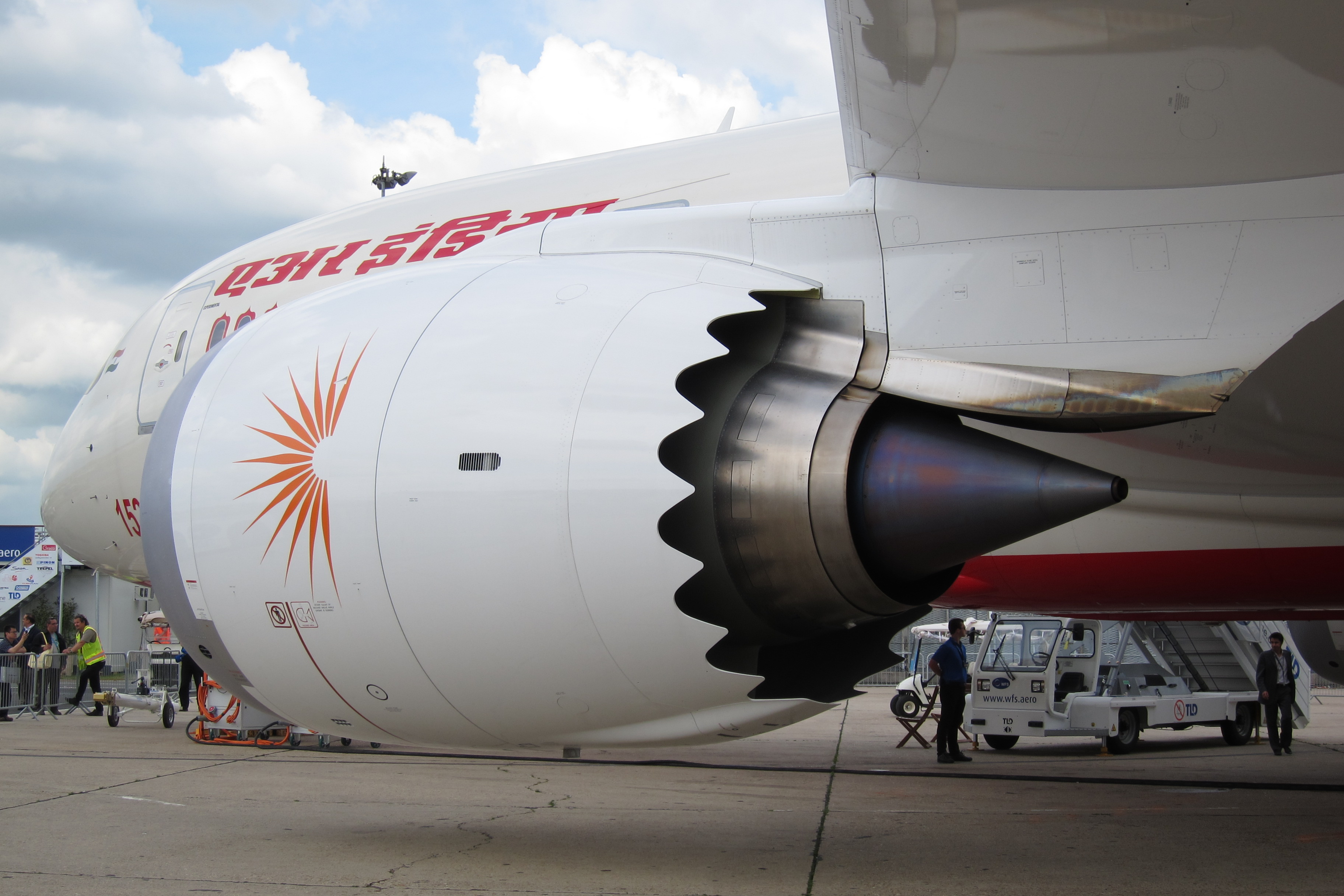
تقنية شيفرون للحد من الضوضاء تظهر على شكل أنماط أسنان المنشار في مؤخرة حواف محرك جنرال إلكتريك جي إي أن إكس والمثبت على طائرة بوينغ 787 دريملاينر.

شيفرون (الحد من الضوضاء): تقنية للحد من الضوضاء، تستخدم في محركات الطائرات الحديثة مثل محرك رولز رويس ترنت 1000 ومحرك جنرال إلكتريك جي إي أن إكس. تقع في مؤخرة الحواف والاطراف الزائدة على شكل أنماط أسنان المنشار من بعض مخارج الهوائية للمحركات النفاثة  وتستخدم للحد من الضوضاء. ويكمن مبدأ عملها على خلط الهواء الساخن الخارج من نواة المحرك الأساسية مع الهواء البارد المدفوع من خلال مروحة المحرك، وتقوم حواف شيفرون بتأمين سلاسة الاختلاط، مما ينتج عنه تقليل الاضطرابات التي تخلق الضوضاء. وقد وضعت هذه التقنية شركة شيفرون بمساعدة ناسا .

## وصلات خارجية
- Rolls-Royce plc - Trent 1000 رولز رويس بي إل سي- ترنت 1000